# Erioptera (Erioptera) aletschina
Erioptera (Erioptera) aletschina is een tweevleugelige uit de familie steltmuggen (Limoniidae). De soort komt voor in het Palearctisch gebied.